# Regimentul 32 Infanterie (1916-1918)
Regimentul 32 Infanterie a fost o unitate de nivel tactic care s-a constituit la 14/27 august 1916, prin mobilizarea unităților și subunităților existente la pace aparținând de Regimentul Mircea No. 32. Regimentul a făcut parte din organica Brigăzii 9 Infanterie, fiind dislocat la pace în garnizoana Ploiești. La intrarea în război, Regimentul 32 Infanterie a fost comandat de colonelul Lascăr Caracaș. Regimentul 32 Infanterie a participat la acțiunile militare pe frontul românesc, pe toată perioada războiului, între 14/27 august 1916 - 28 ocotmbrie/11 noiembrie 1918.
Drapelul de luptă al regimentului a fost decorat cu cea mai înaltă distincție de război, Ordinul „Mihai Viteazul”, clasa III:
„Pentru vitejia și avântul remarcabil cu care au luptat atât ofițerii cât și trupa acestui glorios regiment pe pozițiunile de la Străjescu, Moara Roșie și Valea Jugastrului între 24 iulie până la 3 august 1917. Deși cu pierderi mari, au rezistat pe poziție țintuind pe loc numeroasele trupe germane ce-i atacau fără întrerupere și au găsit încă energia de a mai pronunța 2 atacuri legendare asupra Moarei Roșii, în zilele de 28-29 iulie 1917.”
Înalt Decret no. 1171 din 9 octombrie 1917

## Decorații
- Ordinul „Mihai Viteazul”, clasa III[3]